# Metopius vespoides
Metopius vespoides là một loài tò vò trong họ Ichneumonidae.